# Llanes (kommunhuvudort)
Llanes är en kommunhuvudort i Spanien.   Den ligger i provinsen Province of Asturias och regionen Asturien, i den norra delen av landet, 300 km norr om huvudstaden Madrid. Llanes ligger 13 meter över havet och antalet invånare är 14 013.
Terrängen runt Llanes är varierad. Havet är nära Llanes åt nordost. Runt Llanes är det glesbefolkat, med 18 invånare per kvadratkilometer. Llanes är det största samhället i trakten. I omgivningarna runt Llanes växer i huvudsak blandskog.